# Begonia letouzeyi
Espèce
Begonia letouzeyi est une espèce de plantes de la famille des Begoniaceae.
L'espèce fait partie de la section Loasibegonia.
Elle a été décrite en 1994 par Marc Simon Maria Sosef (1960-…). L'épithète letouzeyi fait référence au botaniste français René Letouzey. 

## Répartition géographique
Cette espèce est originaire des pays suivants : Cameroun ; Gabon ; Zaire.